# غايا (ملك)
غايا أو ڨايا (بالإنجليزية: Gaia) هو آخر ملوك نوميديا الشرقية الماسيل قبل إعادة توحيدها بابنه ماسينيسا. كان له أطفال معروفين تاريخيا وهم ماسينيسا واوزيلاس اولزاسن.

## تاريخ
ڨايا هو ابن زيلالسان بن أيليماس، وأيضا أب ماسينيسا الذي يعد من اعظم الملوك في تاريخ شمال افريقيا الذين عملوا على توحيد المملكة النوميدية. توفي غايا حوالي 207 قبل الميلاد.ص37
خاض الأخير معارك ضارية ضد القرطاجيين وكذلك ضد الماسايسيلين بقيادة الملك سيفاقس الأول. تمكن من غزو مدينة هيبو ريجيوس (عنابة) وجعلها عاصمته. وبالتالي سوف يتراكم النصر تلو الانتصار وسينتهي به الأمر بالسيطرة على مملكة تتماشى مع كولو (سكيكدة) حتى بضعة كيلومترات غرب الحدود القرطاجية (كروميري، الحدود الحالية بين تونس والجزائر) وحتى سفوح الجبال.
بعد أن اقترب من القرطاجيين المنهمكين في محاربة الإمبراطورية الرومانية والمجازفة بإطلاق العنان لغضبهم ضدها، وافق على عقد معاهدة سلام مع قرطاج. ولضمان ذلك، ارسل ابنه الأكبر ووريثه ماسينيسا كرهينة في قرطاج، بينما ارسل له القرطاجيون ابن زعيم قرطاجي. كما أنه سيساعد القرطاجيين إلى حد ما في دفاعهم ضد الرومان.
بعد أن ضمن السلام على حدودها الشرقية، سيكرس بقية أيامه لمحاربة الماسيسيل تحت حكم الملك سيفاكس الأول الذي امتدت مملكته من حدود الماسيل في كولو إلى ملوية الحالية (الحدود الجزائرية المغربية الحالية).). سوفيكرس غايا نفسه بالكامل لتوحيد شمال الجزائر من خلال الاستيلاء على املاك مملكة ماسيسيليا بأكملها وتأسيس ما يشبه نوعا ما الإمبراطورية.
ولهذه الغاية، اتحد مع صدربعل (ملك ما يعرف الآن بإسبانيا) وهاجم صيفاقس من كلا جانبي مملكته . أعاد تسمية مملكته من الماسيل إلى «نوميديا الشرقية» في شفق حياته، وترك لشعبه أسس مملكة وخليفة لبناءها في شخص ماسينيسا. مات غايا بشكل طبيعي في عام 206 قبل الميلاد خلفه ابنه اوزيلاس ثم ابن ابنه كابوسا  ثم حدث انقلاب دعمه القرطاجيون وتم تعيين لاكومازيس الا ان ماسينيسا استولو على الحكم، كان ماسينيسا مسؤولا عن تحقيق حلم غايا ورؤيته واستكمال غزواته وتوحيد «نوميديا» المستقبلية.